# Tommaso di Sutri
Tommaso (XIII secolo – Sutri, 1328) è stato vescovo di Gerapetra, di Agia e di Sutri.

## Biografia
Non sono molte le informazioni sulla vita e l'operato del vescovo Tommaso, di cui non si hanno notizie prima del suo episcopato.
Apparteneva all'Ordine dei frati predicatori, ma sono ignote le sue origini. Nel 1323 circa fu nominato vescovo di Gerapetra, diocesi sull'isola di Creta, succedendo a Antonio, che il 26 agosto 1323 era stato trasferito alla sede di Sorres. Il 13 febbraio 1325 Tommaso fu nominato alla sede di Agia, sempre sull'isola cretese. Rimase poco in questa sede, poiché già il 7 giugno dello stesso anno fu trasferito alla diocesi di Sutri, che era rimasta vacante dopo la morte del vescovo Giacomo.
Non sembra che Tommaso abbia mai risieduto sull'isola di Creta, come dimostrano numerosi privilegi, da lui sottoscritti assieme ad altri vescovi, e datati da Avignone, città dove all'epoca si trovava il papa e la sua curia. Infatti è documentato alla corte pontificia almeno da giugno 1324 a fine novembre 1325.
Ferdinando Ughelli crede che questo Tommaso sia da identificare con quel vescovo che l'antipapa Niccolò V creò cardinale nel 1328. L'ipotesi di Ughelli diventa una certezza con Cappelletti, Gams e Nispi-Landi Queste ipotesi sono escluse da Konrad Eubel, poiché nella bolla di nomina del suo successore, si dice che la sede era vacante per la morte di Tommaso, e non per la sua rimozione o dimissione.
Secondo le indicazioni riportate nei bullari pontifici di Avignone, Tommaso morì a Sutri (in illis partibus), in una data imprecisata, probabilmente nel 1328; infatti il 16 novembre di quell'anno gli succedette sulla cattedra sutrina il francese Berengario di Saint-Affrique.